# Календжян, Сергей Оганович
Серге́й Ога́нович Календжя́н (13 мая 1954, Гагра, Абхазская АССР) — советский и российский экономист, специалист в области корпоративного менеджмента, аутсорсинга и бизнес-образования, доктор экономических наук (2004), профессор (2009), заслуженный экономист РФ, директор (декан) и основатель Факультета «Высшая школа корпоративного управления» Российской академии народного хозяйства и государственной службы при Президенте РФ.

## Образование и карьера
- С 1961 г. учился в школах г. Гагра, Грузинская ССР, Абхазская АССР: Гагрская средняя школа № 3 им. Х. Абовяна; Гагрская средняя школа № 2 им. В. И. Попкова; Гагрская средняя школа № 4 им. Ю. А. Гагарина
- В 1968 г. стал чемпионом Абхазии по шахматам среди школьников
- В 1969 г. был победителем Олимпиады Абхазии по математике
- В 1971 г. с отличие закончил Гагрскую среднюю школу № 4 им. Ю. А. Гагарина и поступил на отделение экономической кибернетики экономического факультета Московского государственного университета имени М. В. Ломоносова
- В 1976 г. окончил с отличием экономический факультет МГУ им. Ломоносова. По конкурсу поступил в очную аспирантуру кафедры математических методов анализа экономики экономического факультета МГУ
- В 1980 г. защитил диссертацию «Применение метода имитационного моделирования при построении народнохозяйственных систем моделей» на соискание ученой степени кандидата экономических наук
- С 1980 по 1990 гг. работал младшим, затем старшим научным сотрудником Центрального экономико-математического института АН СССР
- С 1985 по 1990 гг. являлся учёным секретарем Научного Совета по комплексной проблеме «Оптимальное планирование и управление народным хозяйством» Отделения экономики АН СССР
- С 1990 по 1996 гг. работал ведущим научным сотрудником, директором программы Академии народного хозяйства при Правительстве СССР, затем Российской Федерации
- 1990 г. — обучение и стажировка по программе «East/West Enterprise Exchange 1990 Initiative» в Йоркском университете, г. Торонто, Канада
- В 1992 г. возглавил совместное предприятие «Мосвест», которое проводило международные бизнес-треннинги, издавала актуальную литературу серии «Азбука бизнеса» в области менеджмента, финансов, бизнес-планирования и маркетинга
- С 1994 г. начал систематически проводить учебные программы по теме «Евро-Менеджмент» в Академии народного хозяйства и за рубежом
- C 1996 по 2000 гг. возглавлял Международный учебно-консультационный центр «Евро-Менеджмент» Академии народного хозяйства при Правительстве Российской Федерации
- 2000-н/в — профессор и заведующий кафедрой корпоративного управления, декан (директор) Высшей школы корпоративного управления Российской академии народного хозяйства и государственной службы при Президенте Российской Федерации
- 2001 — прошёл обучения на Graduate level program in the field of «Corporate Governance». Практика корпоративного управления в США и Канаде. Йоркский университет, г. Торонто, Канада
- В 2002 г. присуждено учёное звание доцента
- 2002 — член Учёного совета Академии народного хозяйства при Правительстве РФ
- 17 октября 2003 г. защитил докторскую диссертацию «Аутсорсинг и делегирование полномочий в деятельности компаний» (официальные оппоненты Э. Ф. Баранов, Л. П. Зломанов, Г. Б. Клейнер)
- 2006 г. — действительный член научно-технического Совета ОАО «Газпром»; Доктор делового администрирования (РАНХиГС при Президенте РФ)
- 2006 г. — обучение и стажировка руководителей бизнес-школ Европы, Азии и Америки. Гарвардская бизнес-школа, США
- 2007 г. — почётный доктор делового администрирования Европейского института международного менеджмента, г. Париж, Франция
- 2008 г. — Актуальные аспекты менеджмента в Германии. Менеджер: эффективное управление собой. Академия AFW, Бад-Гарцбург, Академия Международной Экономики (AIW) при Центре образования у озера Мюггельзее, Берлин (BZM), Германия
- 2009 г. — Европейская культура бизнеса и коучинг. Академия AFW, Бад-Гарцбург, Франкфурт, Висбаден, Бад Эмс, Германия
- 2010 г. — Европейский менеджмент: управление, коммуникация, мотивация, Академия AFW, Бад-Гарцбург, Германия
- В 2009 г. присуждено учёное звание профессора
- 2009 г. — Победитель конкурса лидеров бизнес-образования России. Компания Эрнст и Янг
- 2012 г. — Опыт успешного предпринимательства в международных компаниях в XXI веке. Лучшие практики в Германии и Швейцарии
- 2012 г. — Роль межличностных коммуникаций в управлении. Академия AFW, Бад-Гарцбург, Германия
- 2014 г. — Управленческая культура конкурентоспособной компании. Академия AFW, Бад-Гарцбург, Германия
- 2014 г. — практика применения модели делегирования полномочий. Академия AFW, Бад-Гарцбург, Германия

## Практическая деятельность
Календжян С. О. является одним из ведущих специалистов в сфере развития бизнеса и бизнес-образования в России. Его научные работы нашли широкое применение в практике российских компаний. Он стал пионером аутсорсинга и делегирования полномочий в России, издав монографию и защитив докторскую диссертацию в этой области. Модель делегирования полномочий и ответственности (Гарцбургской модели управления), адаптированная С. О. Календжяном для российского рынка, уже на протяжении 28 лет успешно развивается и преподается в ВШКУ РАНХиГС на программах MBA, EMBA и DBA и внедряется в практику менеджмента компаний в России и странах ЕАЭС.
Календжян С. О. является автором программ корпоративного обучения, которые проводятся непосредственно на предприятиях России. Календжян С. О. разработал и успешно провел учебные программы в более, чем 90 компаниях крупного, среднего и малого бизнеса во многих регионах России, а также Казахстана.

### Крупные корпоративные проекты
Календжяном С. О. разработана и применена концепция обучающего консультирования, являющегося ключевым элементом корпоративного обучения. Проведено обучение персонала и внедрение новых методов менеджмента в практику работы предприятий России: ОАО «Новолипецкий металлургический комбинат», г. Липецк; ПАО «МГТС» (Московская городская телефонная сеть); ОАО «ГАЗ», г. Нижний Новгород; ЗАО «Мосфундаментстрой-6», г. Москва; АК «Управление строительством Вилюйской ГЭС-III», г. Мирный; ОАО «Альметьевский насосный завод», г. Альметьевск; ОАО «Ковровский электромеханический завод», г. Ковров; ОАО «Концерн „Стирол“», г. Горловка; ОАО «Алтайэнерго», г. Барнаул; АОЗТ «Электрогорскмебель», г. Электрогорск; АО"Русэлпром", Мосфундаментстрой-6, АО «Еврохим», «Кумертауское авиационное производственное предприятие», г. Кумертау; ЗАО «Картонтара» г. Майкоп; ЗАО «НГТ-Энергия», г. Славянск-на-Кубани; ЗАО «Энергомаш», г. Калуга; ОАО «Трубодеталь», г. Челябинск; ОАО «Знамя», г. Кисилевск; Дом Моды «HENDERSON», г. Москва. ВШКУ проводила корпоративные программы МВА по заказу Министерства экономического развития РФ, ОАО «Промгаз» и др. 
С 2018 года ведётся успешное сотрудничество со Страховым Домом ВСК, в рамках которого была создана совместная кафедра «Управления инновационными проектами и цифровой трансформацией». На её основе в 2023 году была запущенна первая в России специализированная мастерская программа менеджмента «Мастер управления цифровым развитием компании» (SMM).
В рамках рабочей группы совместно с академиком А. Г. Аганбегяном С. О. Календжян участвовал в выполнении работ по разработке стратегии социально-экономического развития Костромской области.
С. О. Калёнджян внёс значительный вклад в развитие бизнес-образования в Республике Казахстан. На программах MBA и DBA в Москве, Алмате, Астане и Кызыл-Орде прошло обучение более 600 руководителей казахстанских государственных и частных компаний.
Совместно с академиком А. Г. Аганбегяном Календжяном С. О. были проведены работы при разработке стратегии социально-экономического развития Кызылординской области.

### Создание бизнес-школы
- С 1994 г. Календжян С. О. начал последовательно разрабатывать и проводить программы в области бизнес-образования, которые стали фундаментом бизнес-школы в Академии народного хозяйства при Президента Российской Федерации
- В 1996 г. по инициативе Календжяна С. О. был создан Международный учебно-консультационный центр (МУКЦ) «Евро-Менеджмент» Академии народного хозяйства при Правительстве РФ. Под его руководством МУКЦ «Евро-Менеджмент» начал проводить в России и за рубежом учебные программы для руководителей и специалистов компаний различных форм собственности
- С 2000 г. Календжян С. О. является деканом факультета «Высшая школа корпоративного управления» Академии народного хозяйства при Правительстве РФ, созданного путём преобразования МУКЦ «Евро-Менеджмент»
- В 2002 г. впервые в России была открыта программа Доктор делового администрирования (DBA)
- В 2015 г. и 2017 г. ВШКУ была удостоена «трёх пальмовых ветвей» международным рейтинговым агентством EdUniversal
- В 2017 г. программы ВШКУ (MBA, EMBA и DBA) получили аккредитацию AMBA и в 2021 г. прошли повторную аккредитацию
- В 2023 г. была опубликована книга С. О. Календжяна «Развитие программы ‘Доктор делового администрирования (DBA)’ в России и за рубежом» под редакцией академика А. Г. Аганбегяна
- Высшая школа корпоративного управления РАНХиГС является одной из первых бизнес-школ полного цикла в России, так как она предоставляет все виды программ бизнес-образования: высшего образования (бакалавриат и магистратура) по специализации «торговое дело» и «менеджмент», флагманские программы Мастер делового администрирования (MBA), Мастер делового администрирования для руководителей (EMBA), Доктор делового администрирования (DBA), президентские программы, специализированные мастерские программы в области менеджмента (SMM), а также многочисленные корпоративные программы, программы повышения квалификации и профессиональной переподготовки, семинары и тренинги. Уже более 20 000 человек прошло обучение в бизнес-школе ВШКУ Президентской академии

## Научная деятельность
Личный вклад С. О. Календжяна связан с развитием теории и практики делегирования полномочий и ответственности в компаниях России и стран ЕАЭС, которые осуществляют свою деятельность в рыночной конкурентной среде. В частности, научная и практическая новизна проведенных исследований и внедренных работ заключается в следующем:
• разработана концепция ведения предпринимательской деятельности на основе системного применения аутсорсинга и делегирования полномочий;
• обоснована стратегия развития конкурентоспособности компании путём применения принципа дуализма делегирования полномочий (в рамках компании и вне неё) с целью максимизации эффективности использования внутренних и внешних источников роста бизнеса;
• предложены методологические принципы необходимой трансформации менеджмента российских компаний в условиях усиления конкуренции и развития процессов глобализации мировой экономики;
• разработаны и реализованы прикладные методы применения аутсорсинга и делегирования полномочий в российских компаниях;
• выработаны принципы обучающего консультирования, которое обеспечивает встраивание методов аутсорсинга и делегирования полномочий в практику деятельности предприятий промышленности и других отраслей экономики.
· предложены методы управления в области социального предпринимательства и семейного бизнеса.
2013 г. — НИР по теме: «Трансформация европейского корпоративного менеджмента в российские компании»;
2014 г. — НИР по теме: «Корпоративное управление как фактор экономического развития и повышения конкурентоспособности бизнеса»
Научная, педагогическая и организационная деятельность С. О. Календжяна в сфере бизнес-образования внесли значительный вклад в становление и развитие конкурентоспособности многих компаний. Разработанные и примененные в практической деятельности компаний России новые методы и технологии менеджмента, основанные на принципах аутсорсинга и делегирования полномочий, позволяют повысить уровень конкурентоспособност

## Монографии, учебные пособия, книги
1. Шухов, Н. С., Календжян, С. О. Анализ экономических отношений социализма. — М.: Наука, 1988. — 222 с.
2. Бёме, Г., Календжян, С. Межличностные коммуникации при делегировании полномочий и ответственности / О. Д. Проценко. — М.: МЕЛАП, 2002. — 228 с. — (Евро-менеджмент для России). — 1500 экз. — ISBN 5-94112-007-9.
3. Бёме, Г., Календжян, С. Теория и практика делегирования полномочий и ответственности в рамках компании / О. Д. Проценко. — М.: МЕЛАП, 2002. — 200 с. — (Евро-менеджмент для России). — 1500 экз. — ISBN 5-94112-005-2.
4. Бёме, Г., Календжян, С. Практикум делегирования полномочий и ответственности. — М.: МЕЛАП, 2002. — 176 с. — (Евро-менеджмент для России). — ISBN 5-94112-013-3.
5. Календжян, С. О. Аутсорсинг и делегирование полномочий в деятельности компаний. — Дело, 2003. — 272 с. — ISBN 577490332x.
6. Календжян, С. О., Бёме, Г. Делегирование полномочий и ответственности: Система эффективного управления. — М.: Дело, 2007. — 280 с. — (Евро-менеджмент для России). — ISBN 978-5-7749-0465-5.
7. Календжян, Сергей Оганович|Календжян С. О., Бёме Г. Описание рабочих мест при делегировании полномочий и ответственности. М.: Изд-во «Дело» АНХ. 2008. (6 п.л.).
8. Календжян, Сергей Оганович|Календжян С. О., Бёме Г. Анализ конкретных ситуаций по делегированию полномочий и ответственности. М.: Изд-во «Дело» АНХ. 2009. (5,25 п.л.).
9. Календжян, Сергей Оганович|Календжян С. О., Борш Г. Система эффективного управления: мотивация и развитие персонала. М.: Изд-во «Дело» АНХ. 2010. (7,25 п.л.).
10. Календжян, Сергей Оганович|Календжян С. О., Борш Г. Система эффективного управления: потенциал успеха и самоменеджмент. М.: Изд-во «Дело» АНХ. 2010. (10,75 п.л.).
11. Календжян, Сергей Оганович|Календжян С. О., Борш Г. Система эффективного управления: коммуникации в управленческой деятельности. М.: Изд-во «Дело» АНХ. 2010. (8,35 п.л.).
12. Календжян, Сергей Оганович|Календжян С. О., Борш Г. Система эффективного управления: постановка целей и контроль. М.: Изд-во «Дело» АНХ. 2010. (6,15 п.л.).
13. Календжян, Сергей Оганович|Календжян С. О., Борш Г. Система эффективного управления: социальная компетенция и модерация. М.: Изд-во «Дело» АНХ. 2011. (6 п.л.).
14. Календжян, Сергей Оганович|Календжян С. О., Борш Г. Система эффективного управления: управление проектами и командами. М.: Издательский дом «Дело» РАНХиГС. 2012. (4,75 п.л.).
15. Календжян, Сергей Оганович|Календжян С. О., Борш Г. Система эффективного управления: ответственность исполнителя и ответственность руководителя. Издательский дом «Дело» РАНХиГС. 2012. (7,15 п.л.).
16. Календжян, Сергей Оганович|Календжян С. О., Борш Г. Система эффективного управления: организационная функция менеджмента. М.: Издательский дом «Дело» РАНХиГС. 2012. (6,75 п.л.).
17. С. О. Календжян, С. Е. Золотарева, Организация и управление финансовым аутсорсингом / под ред. А. Г. Аганбегяна. М.: «МАКС Пресс». 2018.
18. Н. Ф. Кадол, С. О. Календжян, Социальное предпринимательство / под ред. А. Г. Аганбегяна. М.: Издательский дом «Дело» РАНХиГС. 2022
19. С. О. Календжян, Развитие программы «Доктор делового администрирования» (DBA) в России и за рубежом / под ред. А. Г. Аганбегян. М.: Издательский дом «Дело» РАНХиГС. 2023
20. Календжян, Сергей Оганович|Календжян С. О., Бёме Г. Система эффективного управления. Теория и практика применения делегирования полномочий и ответственности. Учебные программы для руководителей и специалистов. М.: Издательский дом «Дело» РАНХиГС. 2023 (6,5 п.л.).
21. Календжян, Сергей Оганович|Календжян С. О., Бёме Г. Система эффективного управления. Теория и практика применения делегирования полномочий и ответственности. Учебные программы для руководителей и специалистов. М.: Издательский дом «Дело» РАНХиГС. 2023 (6,25 п.л.).
22. Календжян, Сергей Оганович|Календжян С. О., Бёме Г. Система эффективного управления. Теория и практика применения делегирования полномочий и ответственности. Учебные программы для руководителей и специалистов. М.: Издательский дом «Дело» РАНХиГС. 2023 (7 п.л.).

## Награды и звания
- 2001 г., избран академиком Международной академии организационных наук
- 2005 г., награждён Почетной грамотой Министерства образования и науки РФ, за значительные успехи в деле подготовки высококвал. специалистов, организации и совершенствования учебного и воспитательного процессов, разработку учебно-метод. литературы и многолетний труд
- 2005 г., Календжян С. О. по предложению академика В. Л. Макарова, академика А. О. Чубарьяна, академика А. Г. Аганбегяна принял участие в открытии направления «Менеджмент» Государственного академического университета гуманитарных наук
- 2007 г., присвоено почетное звание Заслуженный экономист Российской Федерации, за значительные успехи в области экономики
- 2009 г., Финалист международного конкурса «Предприниматель года — 2009» в России
- В 2009 г., Федеральная служба по надзору в сфере образования и науки присудила Календжяну С. О. звание профессора кафедры корпоративного управления.
- 2012 г., объявлена Благодарность акимата города Алматы за вклад в образовательную деятельность Республики Казахстан и подготовку высококвалифицированных кадров для экономики страны
- 2013 г., награждён Почетной грамотой губернатором Костромской области за активную гражданскую позицию и участие в разработке Стратегии социально-экономического развития Костромской области до 2025 года
- 2014 г., награждён Почетной грамотой ректора РАНХиГС за успехи в развитии программ бизнес-образования
- 2014 г., награждён Почетной грамотой РАБО за большой вклад в развитие российского бизнес-образования
- 2014 г., объявлена Благодарность акима г. Астана за вклад в развитие образования и подготовку управленческих кадров для Республики Казахстан
- 2014 г., удостоен Благодарности Епископа Мовсеса — главы Новонахичеванской епархии Армянской апостольской церкви — за участие в строительстве церкви в г. Гагра (Абхазия) и благотворительную деятельность
- 2016 г., объявлена Благодарность Правительства Российской Федерации, за заслуги в научно-педагогической деятельности и многолетний добросовестный труд
- 2017 г., награждён Республикой Армения Золотой медалью имени лауреата Нобелевской премии Фритьофа Нансена за участие в социально-ответственных и благотворительных проектах
- 2018 г., награждён Благодарственным письмом за активное участие и достойный вклад в реализацию Государственного плана подготовки управленческих кадров для организаций народного хозяйства Российской Федерации от Администрации Главы Республики Калмыкия
- 2018 г., награждён Благодарственным письмом мэра Москвы Сергея Собянина за большой личный вклад в развитие Москвы и активное участие в общественной жизни столицы
- 2020 г., награждён Орденом Дружбы Президентом России В. В. Путиным за большие заслуги в научно-педагогической деятельности, подготовке квалифицированных специалистов и многолетнюю добросовестную работу
- 2020 г., награждён Благодарностью Акима Кызыл-Ординской области (Казахстан) за личный вклад в развитие экономики и социальной сферы области.
- 2021 г., награждён Золотой медалью им. Лазарева Посольства Республики Армения в Москве за благотворительную деятельность и создание движения «Арцах — от сердца к сердцу»
- 2021 г., награждён Благодарственным письмом губернатора Пензенской области
- 2021 г., Благодарность Государственного Совета — Хасэ Республики Адыгея, за многолетнюю плодотворную общественную и научно-педагогическую деятельность, подготовку высококвалифицированных управленческих и научных кадров, а также заслуги в укреплении мира, дружбы, сотрудничества, взаимопонимания между народами, популяризации культурного и исторического наследия России и Адыгеи
- 2022 г., избран Научным руководителем отделения «Менеджмент» Государственного академического университета гуманитарных наук
- 2022 г., удостоен Юбилейной медали «30 лет независимости Республики Казахстан» за значительный вклад в социально-экономическое и культурное развитие, укрепление дружбы и сотрудничества между казахским и российским народами, активную общественную деятельность и развитие образования в Республике Казахстан.
- Календжян С. О. является членом Научно-технического совета ОАО «Газпром»
- Член научно-аттестационной комиссии Финансового университета при Правительстве Российской Федерации
- Член диссертационного совета Финансового университета при Правительстве Российской Федерации
- Почетный доктор Европейского института международного менеджмента IEMI (Франция)
- Почетный доктор Европейского университета (Швейцария)
- Почетный профессор государственного университета г. Кокшетау (Казахстан)
- Член редакционной коллегии журналов «Лидерство и менеджмент» (ISSN 24101664), «Вопросы инновационной экономики» (ISSN 2222-0372) из списка перечня ВАК.